# Confédération Tovata
La confédération Tovata ou Tovata e Viti est l'une des trois confédérations de tribu ou matanitu de l'archipel fidjien. Son siège est situé à Somosomo sur l'île de Vanua Levu. Elle est issue du regroupement mis en place au moment du traité de cession en 1874 des confédérations plus petites de Cakaudrove (Vanua Levu) et de l'archipel du Lau représentée par les Tui Nayau et Tui Lau. 
Le grand chef de la confédération est généralement aussi celui de Cakaudrove qui porte le titre de Tui Cakau. Ce titre semble être disputé par plusieurs lignées depuis le décès de Ratu Glanville Lalabalavu en 1999. Le titulaire précédent était l'ancien Gouverneur Général,  Ratu Penaia Ganilau décédé quant à lui en 1993.